# گربه‌ماهی مکزیکی
گربه‌ماهی مکزیکی (نام علمی: Prietella phreatophila) نام یک گونه از سرده گربه‌ماهی‌های مکزیکی است.